# Sven Hoffmann (Künstler)

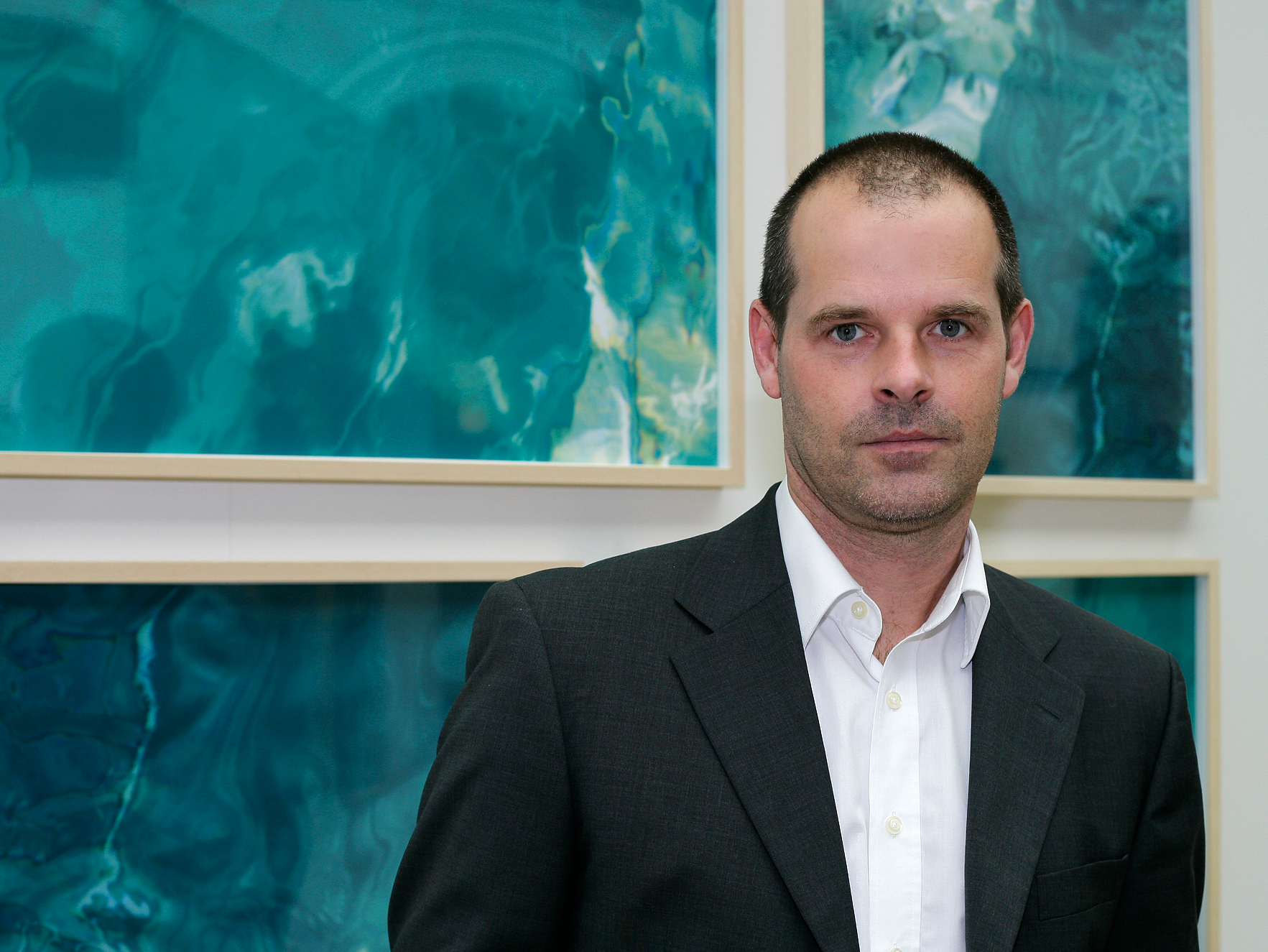
Porträt von Sven Hoffmann

Sven Hoffmann (* 15. Januar 1965 in Koblenz) ist ein deutscher Künstler, Fotograf, Zeichner und Autor.

## Leben
Sven Hoffmann wurde 1965 in Koblenz geboren. Er besuchte die Beethoven-Oberschule im Berliner Ortsteil Lankwitz. Nach einem Sportstudium absolvierte er von 1986 bis 1992 ein Studium der Fotografie an der Hochschule der Künste (heute: Universität der Künste) in Berlin, das er als Meisterschüler abschloss. Schon in dieser Zeit setzte er seinen künstlerischen Schwerpunkt auf das Element Wasser und die fotografische Darstellung dessen. Diese Fokussierung entwickelte er konsequent über die Jahre hinweg und erweiterte dabei seinen Kunstbegriff um soziale und ökologische Aspekte. So entwickelte er das Projekt Aqua Globalis, das sich neben der künstlerischen Darstellung des Wassers auch der gesellschaftlichen und umweltpolitischen Bedeutung von sauberem Wasser und dem Zugang zu sauberem Wasser widmet. Im Rahmen von Aqua Globalis begann er 2013 das Projekt European Coastlines, das die Veränderungen der europäischen Küstenlinien dokumentiert, sei es durch den Einfluss der Natur oder das Eingreifen des Menschen. Hoffmann engagiert sich in seinem Projekt auch in Umweltschutzprojekten mit dem Schwerpunkt Wasser. Seit einigen Jahren verstärken Reisen im Rahmen des Projekts nach Ägypten, Brasilien, Dominikanische Republik, Frankreich, Griechenland, Island, Israel, Österreich, Polen, Türkei, Thailand und USA.
Zwischen 1996 und 2004 arbeitete er als Dozent an der Hochschule der Künste und erhält 2000 die Werkstattleitung im Fachbereich Fotografie, zudem war er 1997 Gastdozent für Fotografie an die Kunsthochschule Nykarleby in Finnland. 2006 ist er Gastdozent an der Akademie der Bildenden Künste Nürnberg.
Sven Hoffmann lebt und arbeitet in Berlin. Seit 2004 ist er Mitglied der Fotoagentur CARO. Im Jahr 2012 initiierte er das Projekt Aqua Globalis.

## Preise und Auszeichnungen
- 1991: Lobende Erwähnung der Jury des Internationalen Design Zentrums Berlin
- 1993: Stipendium der Karl Hofer-Gesellschaft
- 1997: Atelierstipendium des Landes Berlin

## Werke
(Auswahl)
- 1994: Geblähte Pharisäer
- 1995: Ixothym
- 1996: Manus - Der Photograph als Bildhauer
- 1998: Doppelhaut
- 1999: Nylontürme
- 2000: Büffellatex
- 2001: Der kühle Blick der Leidenschaft
- 2002: Spielplatz der Mutanten
- 2004: Slow mOcean
- 2005: Körperfraktale
- 2007: Mysterien des Alltags
- 2008: Aqua Globalis
- 2009: Aqua Delphinidae
- 2009: Movements
- 2012: Waterplaces
- 2013: Shaped Photographs

## Ausstellungen
(Auswahl)
- 1997: Deutsche Parlamentarische Gesellschaft, Bonn (S)
- 1998: Leonhardi-Museum, Dresden (S)
- 1998: Österbottens Museum, Vasa/Finnland
- 2003: Pro Arte, Zielownaw Gora/Polen
- 2005: Hofer Printroom, London
- 2005: La Lune en Parachute, Épinal/Frankreich
- 2006: Bundesministerium für Verkehr, Bau- und Wohnungswesen, Berlin (S)
- 2007: Landesmuseum Festung Rosenberg, Kronach (S)
- 2007: Solar de Jambeiro, Rio de Janeiro
- 2008: Museum Schloss Fellenberg (S)
- 2009: Kunsthalle Ziegelhütte, Appenzell/Schweiz (S)
- 2009: DBB Forum, Berlin (S)
- 2010: Palais Rastede (S)
- 2010: Deutsche Welle, Bonn (S)
- 2010: Städtische Galerie, Neunkirchen (S)
- 2011: La Lune en Parachute, Épinal/Frankreich
- 2012: Mussée de l’Ardenne, Charleville-Mézières/Frankreich (S)
- 2012: Georgisches Nationalmuseum, Tblissi/Georgien (S)
- 2013: Umweltbundesamt, Dessau (S)

S: Solo-Schauen

## Filme
- 2009: Aqua Delphinidae

## Projekte
(Auswahl)
- 1988: The Venice Project
- 1991: Latizes
- 1993: Biosphäre Bomb
- 1994: Jeunesse dóree au fort du combat
- 1995: Ixothym
- 1996: Manus - Der Photograph als Bildhauer
- 1998: Doppelhaut
- 2000: Silver Surfer
- 2004: Slow mOcean
- 2006: Gedächtnisspur Mao
- 2008: Aqua Globalis, Aqua Delphinidae
- 2011: Sataya Reef Dolphins
- 2012: Waterplaces
- 2013: European Coastline

## Zitate
- „Das grösste Missverständnis in der Photographie: Es geht nicht um Scharf – es geht um einen Gedanken.“
- „Trauerndes Bekennertum war noch nie meine Stärke. Wut dagegen läßt mich kreativ werden.“
- „Sinnlichkeit ist für mich der Schwung einer Linie. Ich genieße es, aus digitalen Datensätzen wieder etwas Begreifbares zu machen.“